# Floriana Lima
Floriana Lima (Cincinnati, Ohio, 26 de marzo de 1981) es una actriz estadounidense. Interpretó a Maggie Sawyer en la serie de televisión de The CW Supergirl.

## Primeros años
Lima nació y se crio en Cincinnati, Ohio. Estudió Comunicación en la Universidad Estatal de Ohio. Después de su graduación, trabajó como asistente de producción en NBC4 en Columbus, Ohio. Luego, decidió trasladarse a Los Ángeles para perseguir una carrera como actriz.

## Carrera
Lima estaba en una serie regular en la comedia de Internet Poor Paul (2008-2009) y más tarde se convirtió en una serie regular en Fox Broadcasting Company drama médico The Mob Doctor (2012-2013).  Ella tuvo un papel recurrente en la NBC serie de espías Allegiance (2015), fue una serie regular en ABC de suspenso The Family (2016) y tiene un papel recurrente en el drama de acción de Fox Lethal Weapon (2016). También en 2016, Lima fue elegida como Maggie Sawyer en la segunda temporada de The CW Supergirl.
Lima también ha hecho apariciones puntuales en episodios de How I Met Your Mother (2008), Ghost Whisperer (2009), Melrose Place (2009), House (2010), In Plain Sight (2010), Franklin & Bash (2011) & CSI: Crime Scene Investigation (2014).

## Vida personal
Lima comenzó a salir con el actor Casey Affleck en 2016.

## Filmografía
| Año       | Título                                  | Rol                          | Notas                                                            |
| --------- | --------------------------------------- | ---------------------------- | ---------------------------------------------------------------- |
| 2008      | Terminator: The Sarah Connor Chronicles | Franny                       | Episodio: "The Turk"                                             |
| 2008      | How I Met Your Mother                   | Haley                        | Episodio: "Rebound Bro"                                          |
| 2008      | Privileged                              | Pretty Bartender             | Episodio piloto                                                  |
| 2008      | My Own Worst Enemy                      | Female Janus Tech            | Episodio: "Henry and the Terrible... Day"                        |
| 2009      | Ghost Whisperer                         | Female Co-Ed                 | Episodio: "Body of Water"                                        |
| 2009      | The Alyson Stoner Project               | Flori                        | Proyecto directo a video                                         |
| 2009      | Melrose Place                           | Carla                        | Episodio: "Nightingale"                                          |
| 2008–2009 | Poor Paul                               | Elizabeth                    | Serie regular                                                    |
| 2010      | Kings by Night                          | Amanda                       | Película TV                                                      |
| 2010      | House M.D.                              | Gabriella                    | Episodio: "Black Hole"                                           |
| 2010      | In Plain Sight                          | Robin Cusato                 | Episodio: "Death Becomes Her"                                    |
| 2010      | Glory Daze                              | Maya                         | Episodios: "Hungry Like Teen Wolf" and "Why Shant This Be Love?" |
| 2011      | The Nine Lives of Chloe King            | Lilah Montiero               | Episodio: "Girls Night Out"                                      |
| 2011      | Franklin & Bash                         | Amelia                       | Episodio: "Go Tell It on the Mountain"                           |
| 2012–2013 | The Mob Doctor                          | Enfermera Rosa 'Ro' Quintero | Serie regular                                                    |
| 2013      | Hawaii Five-0                           | Allison Hutchins             | Episodio: "Ua Nalohia"                                           |
| 2014      | Psych                                   | Love                         | Episodio: "The Breakup"                                          |
| 2015      | Allegiance                              | Michelle Prado               | Rol recurrente                                                   |
| 2016      | The Family                              | Bridey Cruz                  | Serie regular                                                    |
| 2016-2017 | Supergirl                               | Maggie Sawyer                | Elenco principal (temporada 2) Elenco recurrente (temporada 3)   |
| 2016      | Lethal Weapon                           | Miranda Riggs                | Rol recurrente                                                   |
| 2019      | Marvel's The Punisher                   | Krista Dumont                | Serie regular                                                    |